# 阿利扬斯广场
阿利扬斯广场（place d'Alliance）是南锡的一个广场，靠近著名的斯坦尼斯拉斯广场。

## 历史
根据洛林公爵斯坦尼斯瓦夫一世的命令，由Émmanuel Héré在过去的公爵花园兴建了大型广场，两边排列着优雅的大厦。不久，广场更名为阿利扬斯广场，以庆祝路易十五和奥地利王后玛丽亚·特蕾西亚（神圣罗马帝国皇帝、前洛林公爵弗兰茨一世的妻子）签署1756年同盟条约。
雕塑家保罗路易斯Cyfflé设计的喷泉，于1925年1月15日，被列为法国历史古迹。
1983年，斯坦尼斯拉斯广场及卡里埃尔广场和阿利扬斯广场，被列为世界遗产。